# Peter G. Schultz
Peter G. Schultz (Cincinnati, Ohio, 23 de junho de 1956) é um químico estadunidense.

## Vida e obra
Schultz estudou química no Instituto de Tecnologia da Califórnia (Caltech) com um bacharelado em 1979 e um Ph.D. em 1984 zum Ph.D., orientado por Peter Dervan, com a tese Ground and Excited State Studies of 1,1-Diazenes/Design of Sequence Specific DNA Cleaving Molecules. Trabalhou no pós-doutorado com Christopher Thomas Walsh no Instituto de Tecnologia de Massachusetts, seguindo em 1985 para a Universidade da Califórnia em Berkeley, onde foi até 1987 professor assistente, de 1987 a 1989 professor associado e de 1989 a 1999 professor da Faculdade de Química. Foi paralelamente de 1985 a 2003 pesquisador no Laboratório Nacional de Lawrence Berkeley e de 1994 a 1999 também no Instituto Médico Howard Hughes. É desde 1999 professor de química do Scripps Research Institute.

## Condecorações selecionadas
- 1988 Prêmio Alan T. Waterman
- 1990 Prêmio ACS de Química Pura
- 1991 Prêmio Eli Lilly de Química Biológica
- 1991 Prêmio Ernest Orlando Lawrence
- 1994 Prêmio Wolf de Química
- 2003 Prêmio Paul Ehrlich e Ludwig Darmstaedter[1]
- 2006 Prêmio Arthur C. Cope
- 2016 Prêmio Heinrich Wieland
- 2019 Prêmio Tetrahedron

## Associações
- 1990 Academia de Artes e Ciências dos Estados Unidos
- 1993 Academia Nacional de Ciências dos Estados Unidos
- 1998 Academia Nacional de Ciências dos Estados Unidos